# Bertil Nordahl
Karl Bertil Emanuel Nordahl (* 26. Juli 1917 in Hörnefors; † 1. Dezember 1998 in Degerfors) war ein schwedischer Fußballspieler.

## Leben
Nordahl entstammte einer Fußballerfamilie. Seine jüngeren Brüder Knut, Gunnar und die Zwillinge Gösta und Göran spielten ebenfalls in der höchsten schwedischen Liga, teilweise auch im Ausland.
1948 wurde Bertil Nordahl als Schwedens Fußballer des Jahres mit dem Guldbollen ausgezeichnet, nachdem im Jahr zuvor sein Bruder Gunnar die Auszeichnung erhalten hatten. Knut Nordahl wurde 1949 sein Nachfolger.

### Vereinslaufbahn
Nordahl begann seine Karriere in seinem Heimatort bei Hörnefors IF. Dort wurde man auf den technisch hochbegabten Spieler aufmerksam und 1942 wechselte er zu Degerfors IF. 1949 ging er nach Italien zu Atalanta Bergamo. 1952 kehrte er nach Schweden zu Degerfors IF zurück, wo er auch seine Karriere beendete.

### Nationalmannschaft
1945 debütierte Nordahl in der schwedischen Nationalmannschaft. 1948 nahm er mit der Auswahl an den Olympischen Spielen teil und gewann mit der Elf die Goldmedaille. Seine Brüder Knut und Gunnar standen dabei mit ihm auf dem Platz. Wegen seines Wechsels nach Italien durfte er als Profispieler ab 1949 nicht mehr für die Nationalmannschaft spielen und kam somit auf nur 15 Länderspieleinsätze.

### Trainerlaufbahn
Nach Ende seiner aktiven Karriere wechselte Nordahl auf die Trainerbank. Er betreute unter anderem Örebro SK und IK Brage.